# Стефано Гандин
Стефано Гандин (итал. Stefano Gandin; 29. март 1996) италијански је професионални бициклиста који тренутно вози за UCI про тур тим — Коратек—селе Италија. Током јуниорске каријере возио је за италијанске тимове, а 2019. завршио је трку кроз Србију на петом мјесту. Године 2020. прешао је у тим Цалф—еуромобил—дезире—фиор, гдје су као јуниори возили бројни италијански бициклисти, као што су Саша Модоло, Иван Басо, Оскар Гато, Енрико Батаљин, Ђанлука Брамбила и Сони Колбрели. У тиму је почео професионалну каријеру 2021. након што је тим добио континентални статус, по први пут у историји, у 40. години постојања. Најбољи резултати у првој сезони били су му седмо мјесто на трци Пер семпре Алфредо и девето мјесто на Гран прију Адриа мобил.
Године 2022. прешао је у тим Коратек, са којим је остварио једну етапну побједу на Тур де Сибиу трци и двије на Туру де Венецуела, док је освојио брдску класификацију на Ђиро ди Сицилији испред Дамијана Каруза. Године 2023. возио је своју прву гранд тур трку — Ђиро д’Италију, гдје је на добио награду за најагресивнијег возача на петој етапи, али је морао да напусти Ђиро прије почетка етапе 11 због ковида 19.